# Dactylomys boliviensis
Dactylomys boliviensis is een zoogdier uit de familie van de stekelratten (Echimyidae). De wetenschappelijke naam van de soort werd voor het eerst geldig gepubliceerd door Anthony in 1920.

## Voorkomen
De soort komt voor in Bolivia, Peru en Brazilië.